# Krokberget
Der Krokberget (norwegisch für Krummer Berg) ist ein 1550 m hoher Berg im ostantarktischen Königin-Maud-Land. Er ragt südsüdwestlich des Vorposten im östlichen Ausläufer des Fimbulheimen auf.
Wissenschaftler des Norwegischen Polarinstituts benannten ihn 1973 deskriptiv.